# Liste der Universitäten in Iowa
Liste von Universitäten und Colleges im US-Bundesstaat Iowa:

## Staatliche Hochschulen
- Iowa State University
- University of Iowa
- University of Northern Iowa

## Private Hochschulen
- Ashford University
- Briar Cliff University
- Buena Vista University
- Central College
- Clarke University
- Coe College
- Cornell College
- Divine Word College
- Dordt College
- Drake University
- Emmaus Bible College
- Faith Baptist Bible College
- Graceland University
- Grand View College
- Grinnell College
- Iowa Wesleyan College
- Loras College
- Luther College
- Maharishi University of Management
- Morningside College
- Mount Mercy College
- Northwestern College
- Simpson College
- Saint Ambrose University
- University of Dubuque
- Upper Iowa University
- Vennard College
- Waldorf College
- Wartburg College
- William Penn University